# Maciej Kowalewicz
Maciej Kowalewicz (ur. 4 listopada 1999 r. w Olsztynie) – polski strzelec sportowy specjalizujący się w strzelaniu z karabinu, brązowy medalista mistrzostw Europy juniorów.

## Życiorys
Maciej urodził się w Olsztynie. Skończył miejscowe Gimnazjum nr 3 i XI Liceum Ogólnokształcące. W 2018 roku rozpoczął naukę w Uniwersytecie Warmińsko-Mazurskim na kierunku turystyki i rekreacji.
W 2019 roku zdobył brązowy medal mistrzostw Europy w Bolonii w zawodach karabinu dowolnego w trzech pozycjach 3×40 strzałów juniorów. Lepsi okazali się tylko Niemiec Max Braun i Rosjanin Grigorij Szamakow.